# Seravezza
Seravezza is een gemeente in de Italiaanse provincie Lucca (regio Toscane) en telt 12.929 inwoners (31-12-2004). De oppervlakte bedraagt 39,4 km², de bevolkingsdichtheid is 328 inwoners per km². In de plaats bevindt zich een van de Medici-villa's die zijn aangewezen als UNESCO-werelderfgoed.
De volgende frazioni maken deel uit van de gemeente: Pozzi, 'Naceri, Rimagno, Ruosina, Ripa, Querceta.

## Demografie
Seravezza telt ongeveer 5193 huishoudens. Het aantal inwoners daalde in de periode 1991-2001 met 0,2% volgens cijfers uit de tienjaarlijkse volkstellingen van ISTAT.
| Jaar | Inwoneraantal |
| ---- | ------------- |
| 1991 | 12.731        |
| 2001 | 12.706        |

## Geografie
De gemeente ligt op ongeveer 50 m boven zeeniveau.
Seravezza grenst aan de volgende gemeenten: Forte dei Marmi, Massa, Montignoso (MS), Pietrasanta, Stazzema.

## Geboren in Seravezza
- Renato Salvatori (1934-1988), Italiaanse acteur